# Harley Quinn

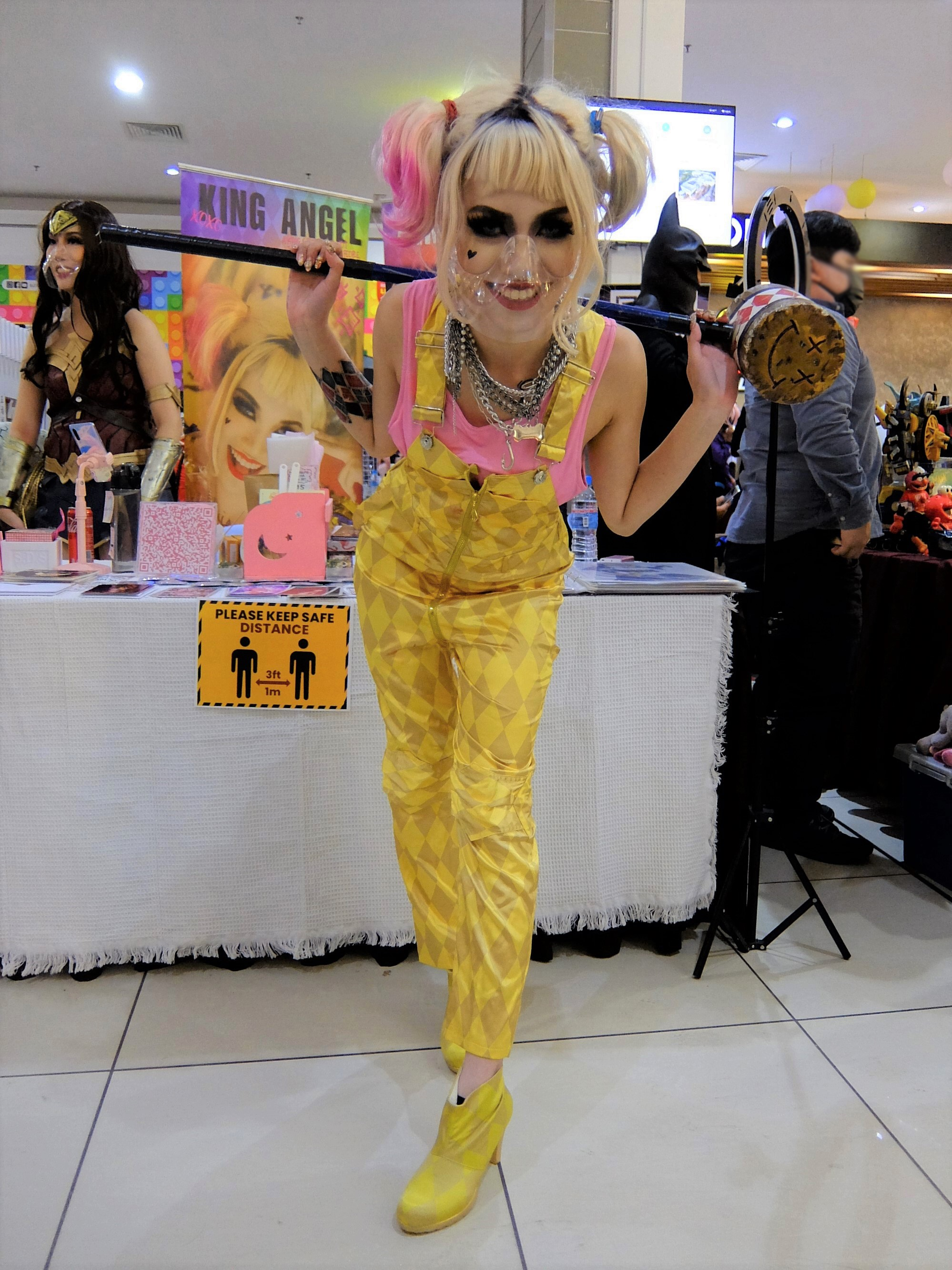
Cosplay Harley Quinn

Harley Quinn (vlastním jménem Harleen Frances Quinzel) je fiktivní postava z komiksů amerického vydavatelství DC Comics, vystupující jako superpadouch, případně antihrdinka. Vystupuje jako vystudovaná psychiatrička, která kvůli zamilování do Jokera podlehla své mysli a stal se z ní sociopat. Byla vytvořena scenáristou Paulem Dinim a kreslířem Brucem Timmem a poprvé se představila v animovaném seriálu Batman v září 1992. Posléze se začala objevovat také v komiksech o Batmanovi; poprvé se tak stalo v září 1993 v sešitě č. 13 série The Batman Adventures. Je členkou několika týmů, antihrdinského Sebevražedného oddílu, superhrdinského Birds of Prey a padoušského Gotham City Sirens. Její jméno odkazuje na harlekýna, jednu z postav italské commedie dell'arte.
Harley Quinn je častým Jokerovým komplicem a zároveň jeho milenkou. Potkala jej, když pracovala jako psychiatrička v Arkhamském ústavu v Gotham City, kde byl Joker držen jako pacient. Ten ji často zradí, proto se rozhodne jít svou vlastní cestou. Její nejbližší kamarádkou, v některých komiksech i partnerkou, je Poison Ivy, spolupracuje též s Catwoman.
V animovaných seriálech a filmech série DC Animated Universe ji namluvila Arleen Sorkin. V dalších filmech a videohrách jí propůjčily hlas také Hynden Walch a Tara Strong. V televizním seriálu Birds of Prey ji hrála Mia Sara. Ve filmech Sebevražedný oddíl a Birds of Prey (Podivuhodná proměna Harley Quinn) ji ztvárnila Margot Robbie.